# Tove Ditlevsen
Tove Irma Margit Ditlevsen (Koppenhága, 1917. december 14. – Koppenhága, 1976. március 7.) dán költő és író. Számos műfajban publikált műveivel halálakor Dánia egyik legismertebb írója volt.

## Élete

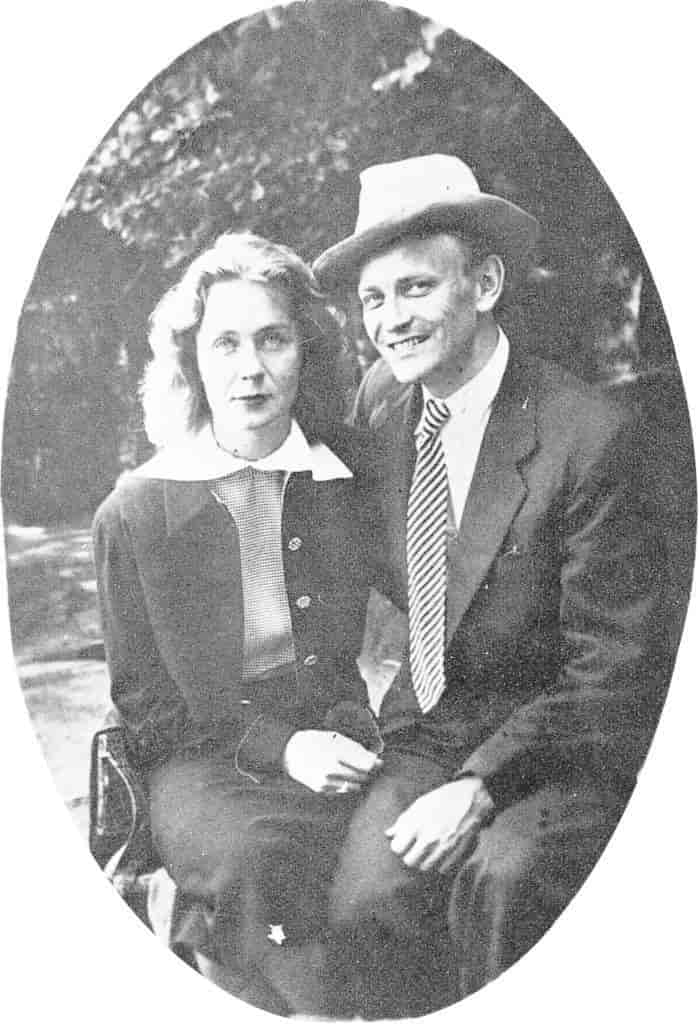
Ditlevsen és Victor Andreasen, mint ifjú házasok, 1951

Tove Ditlevsen Koppenhágában született, és Vesterbro munkásnegyedében nőtt fel. Gyermekkori élményei voltak munkája fókuszpontjai. "A gyermekkor hosszú és keskeny, mint a koporsó, és egyedül nem tudsz kiszabadulni belőle" – mondta. Ditlevsen négyszer házasodott (és vált el).
Élete során 29 könyvet adott ki, köztük novellákat, regényeket, költészetet és emlékiratokat. A női identitás, az emlékezet és a gyermekkor elvesztése visszatérő téma munkáiban. Tizenkét évesen kezdett el verseket írni. Első verseskötete a húszas évei elején jelent meg. 1947-ben Blinkende Lygter (Vibráló fények) című verseskötetével nagy sikert aratott. A Danmarks Radio megbízta egy regény megírásával, a Vi har kun hinanden (Csak egymásnak vagyunk) címmel, amelyet 1954-ben adtak ki, és rádiórészletként sugározták. Ditlevsen egy rovatot is írt a Familie Journalen hetilapban, amelyben az olvasók leveleire válaszolt.

## Koppenhága-trilógia
Három könyve, a Barndom (Gyermekkor), az Ungdom (Ifjúság) és a Gift (a szónak két jelentése van: méreg ill. házasság) önéletrajzi trilógiát alkot. A Koppenhága-trilógiának nevezett három kötet 2023-ban jelent meg magyarul Kertész Judit fordításában.
2024-ben a The New York Times Book Review a trilógia angol fordítását és gyűjteményét a 21. század 100 legjobb könyve közé választotta.

## Halála
Felnőtt élete során Ditlevsen alkohol- és kábítószer-problémákkal küszködött, és többször került pszichiátriai kórházba, ami későbbi regényeinek visszatérő témája. 1976-ban altató túladagolással öngyilkos lett. Harmadik férjétől származó fiát, Michael Ryberget, aki 1999-ben közlekedési balesetben halt meg, anyja mellé temették.

## Elismerés és örökség
Ditlevsen 1953-ban Tagea Brandt Rejselegat, 1956-ban De Gyldne Laurbær kitüntetést kapott. 2014-ben bekerült a dán általános iskolák irodalmi kánonjába.
Az azonos nevű versgyűjteményből származó „Blinkende Lygter” című költeményére hivatkoznak, és eredeti névadója a 2000-es Gengszterek fogadója című filmnek, amit Anders Thomas Jensen rendezett és amelyet többször Dánia legnépszerűbb játékfilmjének választottak. Barndommens gade című regényéből filmet készítettek az 1980-as évek közepén, Anne Linnet pedig kiadott egy albumot Ditlevsen verseivel. Az album zenéjét a Barndommens gade című filmben is felhasználták.

## Bibliográfia
- Pigesind, versek 1939.
- Slangen i Paradiset, versek 1939.
- Man gjorde et barn fortræd, regény 1941.
- De evige tre, versek 1942.
- Lille Verden, versek 1942.
- Barndommens gade, regény, 1943.
- Den fulde Frihed, novellák 1944.
- Det første møde, novella, 1944.
- For Barnets Skyld, regény, 1946.
- Blinkende Lygter, versek, 1947.
- Dommeren, novellák, 1948.
- Tårer", novella, 1948.
- En flink dreng, novellák, 1952.
- Paraplyen, novellák, 1952.
- Nattens dronning", novella, 1952.
- Vi har kun hinanden, 1954.
- Jalousi, versek, 1955.
- Der bor en pige, poem, 1955.
- Kvindesind, versek, 1955.
- Annelise – 13 år, gyermekkönyv, 1958.
- Flugten fra opvasken, emlékiratok, 1959.
- Hvad nu Annelise?, gyermekkönyv, 1960.
- To som elsker hinanden, regény, 1960.
- Den hemmelige rude, versek, 1961.
- Den onde lykke, novellák, 1963.
- Dolken, novellák, 1963.
- Barndom, emlékiratok, 1967.
- Ungdom, emlékiratok, 1967.
- Ansigterne, regény, 1968.
- De voksne, versek, 1969.
- Det tidlige forår, emlékiratok, 1969.
- Gift, erindringer, emlékiratok, 1971.
- Det runde værelse, versek, 1973.
- Parenteser, essays, 1973.
- Min nekrolog og andre skumle tanker, essays, 1973.
- Min første kærlighed, emlékiratok, 1973.
- Vilhelms værelse, regény, 1975.
- Tove Ditlevsen om sig selv, emlékiratok, 1975.
- Til en lille pige, versek, 1978.
- Kærlig hilsen, Tove – Breve til en forlægger, levelek (1969-1975), 2019.

### Magyarul megjelent
- Gyerekkor (Barndom; Koppenhága-trilógia 1.) – Park, Budapest, 2023 · ISBN 9789633559536 · Fordította: Kertész Judit
- Ifjúkor (Ungdom; Koppenhága-trilógia 2.) – Park, Budapest, 2023 · ISBN 9789633559550 · Fordította: Kertész Judit
- Függés (Gift; Koppenhága-trilógia 3.) – Park, Budapest, 2024 · ISBN 9789633559574 · Fordította: Kertész Judit

## Díjak és támogatások
- 1942 – Carl Møllers Legat
- 1942 – Emma Bærentzens Legat
- 1942 – Astrid Goldschmidts Legat
- 1945 – Forfatterforbundets Legat
- 1945 – Holger Drachmann-legatet
- 1950 – Edith Rode Legatet
- 1952 – Direktør J.P. Lund og hustru Vilhelmine Bugge's Legat
- 1953 – Otto Benzons Forfatterlegat
- 1953 – Tagea Brandt Rejselegat
- 1954 – Emil Aarestrup Medaillen
- 1955 – Tipsmidler
- 1956 – De Gyldne Laurbær
- 1958 – Jeanne og Henri Nathansens Mindelegat
- 1958 – Morten Nielsens Mindelegat
- 1959 – Forlaget Fremads folkebiblioteks legat
- 1959 – Ministry of Culture's children book prize (Denmark) (Kulturministeriets Børnebogspris) for her children's book Annelise – tretten år
- 1966 – Rektor frk. Ingrid Jespersens Legat
- 1971 – Biblioteksafgiftens top 25: 10 (She was number 10 on the top-25 list over library books
- 1971 – Søren Gyldendal Prize
- 1975 – Dansk Forfatterforenings H.C. Andersen Legat
- 1975 – Jeanne og Henri Nathansens Mindelegat
- 1999 – 23 years after her death, the readers of Politiken could choose a book as "Danish book of the Century". Ditlevsen's book Barndommens gade was number 21.[22]

## Fordítás
- Ez a szócikk részben vagy egészben  a   Tove Ditlevsen című angol Wikipédia-szócikk fordításán alapul.  Az eredeti cikk szerkesztőit annak laptörténete sorolja fel. Ez a jelzés csupán a megfogalmazás eredetét és a szerzői jogokat jelzi, nem szolgál a cikkben szereplő információk forrásmegjelöléseként.